# Vetsch

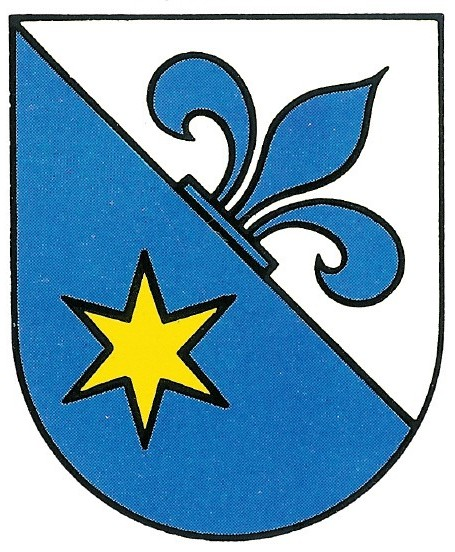
Familienwappen Vetsch a

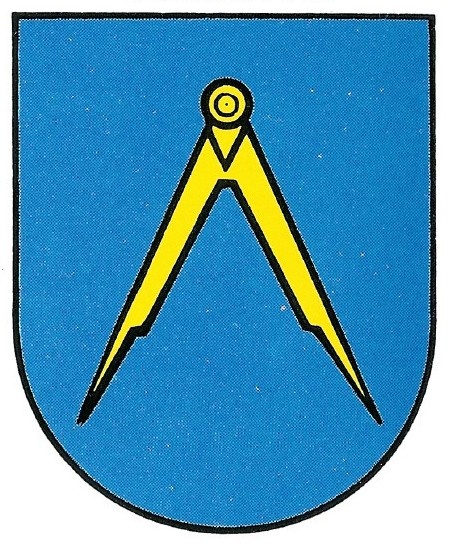
Familienwappen Vetsch b

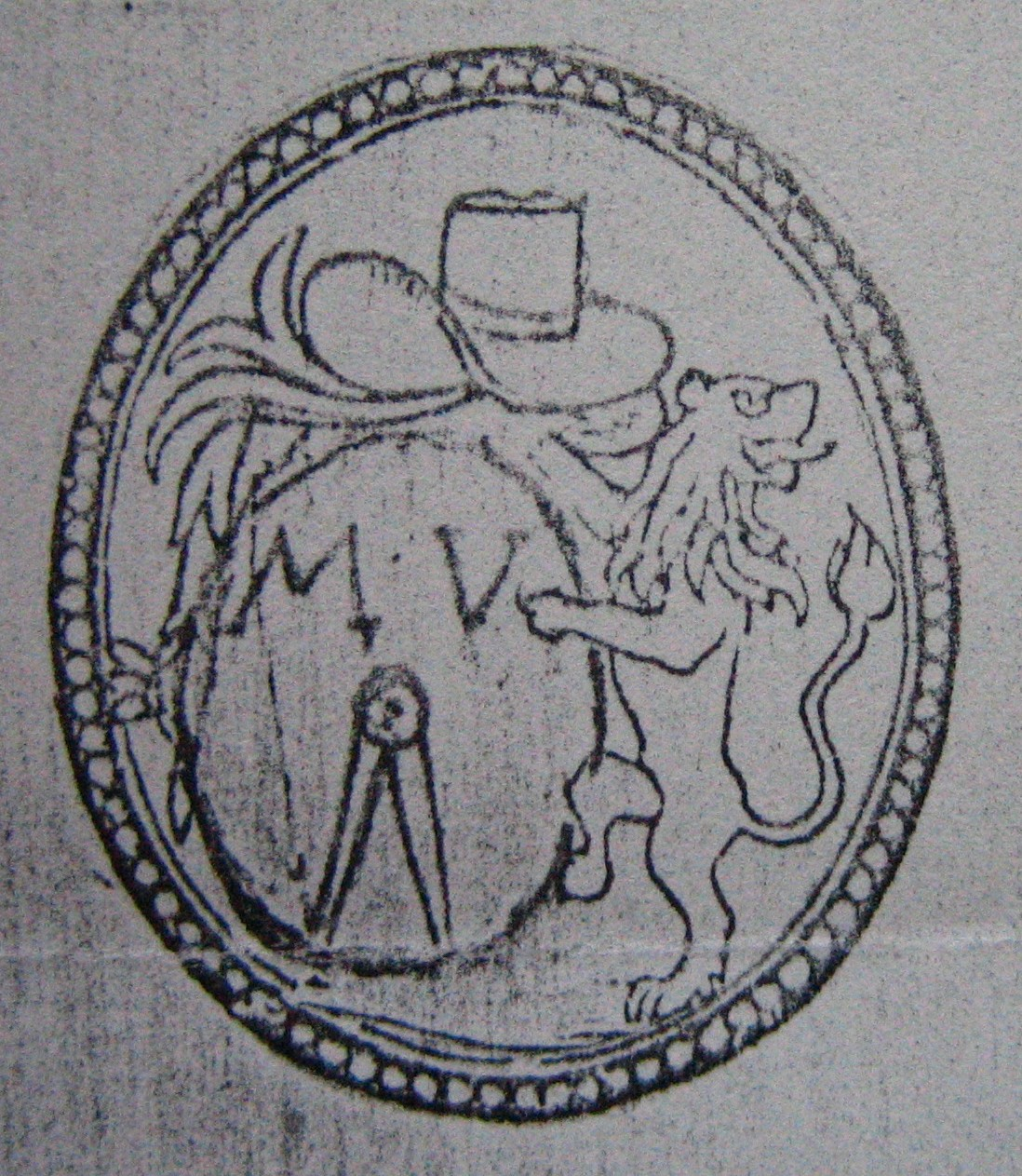
Siegel von Markus Vetsch, 1757–1813

Vetsch, ausgesprochen [fetʃ], ist ein Ostschweizer Familienname und gilt als das Hauptgeschlecht der Gemeinde Grabs im St. Galler Rheintal, Kanton St. Gallen. Altverbürgerte Vetsch sind nur dort nachweisbar.

## Heimatorte
Alteingesessen: Grabs (SG)
Einbürgerungen im 19. Jh.: keine
Einbürgerungen im 20. Jh.: Medels im Rheinwald (GR) 1935, Reigoldswil (BL) 1942, St. Gallen 1952 (aus Grabs SG), Pfäfers (SG) 1953, Winterthur (ZH) 1953 (aus Grabs SG), Oberhelfenschwil (SG) 1958, Basel 1959 (aus Grabs SG), Uetikon am See (ZH) 1961 (aus Grabs SG), Zürich 1949, 1950, 1951, 1952, 1953, 1954, 1955, 1958 (aus Grabs SG)

## Häufigkeit und Verbreitung
Nach verwandt.ch gibt es ca. 2533 Personen (950 Telefonbucheinträge) mit diesem Namen. Die meisten dieses Namens leben in Buchs, Wildhaus und Umgebung. Eine zweite Ballung ist in und um Zürich zu finden. Ein dritter Hotspot liegt in Jenaz (GR).

Die absolute Verteilung des Namens Vetsch in verwandt.ch

Nach local.ch gibt es 1355 Treffer für Vetsch, davon 144 Firmen. Deutlich zeigt sich ein Herd im St. Galler Rheintal um Grabs und um Zürich.
In Deutschland gibt es nach verwandt.de 35 Telefonbucheinträge zum Namen Vetsch und damit ca. 93 Personen mit diesem Namen.

## Namendeutung

### Erklärungen
Grabser Orientierungsschrift:
1. Vetschan, St. Galler Edelknechte des 13. Jh. Tavetsch (romanisch: Tujetsch) ist eine bündnerische Gemeinde mit mehreren Ortschaften und liegt im Bezirk Vorderrhein, Surselva, im Kreise Disentis. Im Wallis gibt es das Geschlecht Tavetsch.
2. Nach dem Ort Tavetsch bei Disentis.
3. Nach dem Geschlecht Tavetsch im Wallis.
4. Zu schweizerdeutsch Fetsch ‚bemitleidenswerter Tropf‘ (nach Idiotikon, s. u.).
5. Zu romanisch vestg, Verkürzung zu lat. episcopus ‚Bischof‘.
6. Zu romanisch vez ‚klug, erfahren, alt‘ (Gegenteil malavetsch ‚unklug, unerzogen‘).
Schweizerisches Idiotikon, Band 1, Sp. 1141:
Fetsch m.: meist mit dem Epitheton «arm», bemitleidenswerter Tropf, z. B. von einem verstümmelten oder beschränkten Menschen, mit dem Nebenbegriff der Gutmütigkeit GL [Kanton Glarus] und (ehemalige Glarner Landvogtei) Werdenberg, wo es als Familienname vorkommt. Vielleicht zu bairisch Feggs, der Blödsinnige; vielleicht aber ein appellativ gewendeter Personenname mit der in GL beliebten Form der Geringschätzung (vgl. Fritsch ‚Fridolin‘, Petsch ‚Peter‘): Vetsch zu Felix ‚der Glückliche‘.
Rätisches Namenbuch:
Vetsch zu Bonifatius unter Wegfall des ersten Wortteils. Zu bonum fatum ‚gutes Geschick‘. Alträtoromanisch ist der Name im deutschsprachigen Alpenvorland (St. Gallen, Reichenau) belegt. So auch bei DRS 3 Auf den Spuren Eures Namens, den Familiennamenerklärungen der Redaktion des Schweizerischen Idiotikons.
Nach der Deutung im Rätischen Namenbuch sind vom hinteren Wortteil -fatius auch die Namen Fazi, Fetz, Fetzi, Cafetzi, Facinella abgeleitet.
Rein spekulativ ist, dass der Name von einem verarmten Adelsgeschlecht «von der Etsch» stamme, das aus dem Etschtal (Südtirol) ins Rheintal ausgewandert sei. Von daher soll auch die Lilie im Familienwappen stammen, die auf ein Adelsgeschlecht schliessen lasse. Mit der Zeit sei der Name «von der Etsch» auf «v. Etsch» gekürzt und dann als «Vetsch» ausgesprochen worden.

### Fazit
Durch die frühen Belege des Namens in Fideris (Kreis Jenaz, wo auch heute noch eine erkennbare Ballung des Namens ersichtlich ist) und in Grabs, wo Vetsch nach GrabsOS das Hauptgeschlecht ist, ist eine romanische Herkunft des Namens wahrscheinlich. Grabs gehörte in dieser frühen Zeit zum romanisch sprechenden Teil des Landes. So ist auch Gantenbein, ein weiterer in Grabs häufiger und gleichzeitig belegter Name aus dem Romanischen entstanden (GrabsOS).
Welche der romanischen Herkunftsmöglichkeiten zutrifft, ist schwierig zu entscheiden. Für die Deutung des RN sprechen die verwandten Namen, es wäre keine singuläre Ableitung. Vetsch wäre dann eine Abkürzung eines Personennamens, der zum Familiennamen geworden ist. Gegen RN sprechen die genannten historischen Beispiele dieser verwandten Namen: Bei Fazi werden aufgezählt Petrus Facies 1675, Janet Fatscha 168-, Greta de Faccia 1627. Es könnte sich bei diesen Faccia-Belegen allerdings auch um sekundäre Umbildungen handeln.
Für vez ‚klug‘ in GrabsOS spricht, dass damit die Verwandtschaft zu Fetz, Fetzi auch gegeben wäre. Vetsch wäre dann aus einer Eigenschaftszuschreibung in Form eines Beinamens zu einem appellativen Familiennamen geworden.
Auffällig bleibt, dass beide Deutungen aus dem Romanischen eine positive Aussage beinhalten, was seltener ist als das Gegenteil (vgl. Idiotikon).

## Wappen
Es gibt zwei Wappen der Familien mit dem Namen Vetsch:
- Das Familienwappen Vetsch a:
Schrägrechts geteilt von blau und weiß, unten vorn ein gelber sechszackiger Stern, oben hinten eine halbe blaue Lilie, die in der Heraldik bekannte französische Fleur-de-Lis. Sie legt es nahe, dass der erste Wappenträger ein Militär war. – Hier handelt es sich um das meistverwendete Wappen der Familien Vetsch.

- Das Familienwappen Vetsch b:
Gelber Zirkel auf königsblauem Grund. – Dieses Wappen ist eine Neuschöpfung für die Inhaber des gleichnamigen, 1939 gegründeten Grabser Baugeschäftes und deren Nachfahren. Bereits Markus Vetsch (1759–1813) hatte einen Zirkel in seinem Siegel geführt. Wie mündlich überliefert wird, galt er damals als ein chirurgisches Instrument zur Operation des grauen Stars.

## Namensträger
- Andrea Vetsch (* 1975), Schweizer Moderatorin
- Andreas Vetsch (* 1995), Schweizer Greco-Ringer
- Burkhard Vetsch (* 1937), Schweizer Politiker
- Christian Vetsch (1912–1996), Appenzeller Bauernmaler
- Florian Vetsch (Politiker) (1921–1972), Schweizer Politiker
- Florian Vetsch (Rennfahrer) (* 1941), Schweizer Unternehmer und ehemaliger Autorennfahrer
- Florian Vetsch (Literat) (* 1960), Schweizer Autor, Übersetzer und Herausgeber
- Jakob Vetsch (Schriftsteller) (genannt Mundus; 1879–1942), Schweizer Mundartforscher und Schriftsteller
- Jakob Vetsch (Bezirksammann) (1886–1944), Schweizer Bezirksammann
- Jakob Vetsch (Pfarrer) (* 1954), Schweizer Pfarrer, Seelsorger und Autor
- Markus Vetsch (1759–1813), Schweizer Schneider, Arzt, Agronom und Politiker
- Mona Vetsch (* 1975), Schweizer Fernseh- und Radiomoderatorin
- Nicolas Vetsch (* 1973), Schweizer Maler
- Peter Vetsch (* 1943), Schweizer Architekt (Erdhausbauten)
- Thomas Vetsch (* 1974), Schweizer Kinderbuchautor
- Uli Vetsch (1929–2008), Schweizer Fußballspieler
- Ulrich Vetsch (Politiker) (1856–1920), Schweizer Augenarzt und Politiker
- Ulrich Vetsch (Fussballspieler) (1935–2014), Schweizer Fußballspieler
- Walter Vetsch (* 1951), Schweizer Landschaftsarchitekt
- Walter Bär-Vetsch (* 1953), Schweizer Betriebswirt und Hochschullehrer